# Nopți însângerate
Nopți însângerate  (titlu original: Let Me In) este un film de groază romantic supranatural americano-britanic  din 2010 scris și regizat de Matt Reeves. Rolurile principale au fost interpretate de actorii  Kodi Smit-McPhee, Chloë Grace Moretz, Elias Koteas și Richard Jenkins. A primit Premiul Saturn pentru cel mai bun film de groază.

## Distribuție
- Kodi Smit-McPhee - Owen, un băiat, iubitul lui Abby
- Chloë Grace Moretz ca Abby, un vampir
- Richard Jenkins - Thomas
- Cara Buono - mama lui Owen
- Elias Koteas - polițist
  - Elias Koteas - și vocea taălui lui Owen
- Sasha Barrese - Virginia
- Dylan Minnette - Kenny
- Ritchie Coster - Mr. Zorić
- Jimmy Pinchak - Mark
- Nicolai Dorian - Donald
- Colin Moretz - Cashier
- Dylan Kenin - Larry
- Brett DelBuono - Jimmy
- Chris Browning as Jack.